# 마요강티티
마요강티티 또는 산마르틴티티(Callicebus oenanthe)는 신세계원숭이에 속하는 티티원숭이의 일종이다. 페루에서 발견된다.